# Pujòlo

Pujòlo, en el Valle de Arán.

Pujòlo es un tercio tradicional del Valle de Arán, (Cataluña, España) utilizado como circunscripción territorial para las elecciones al Consejo General de Arán. Resultado de la división del antiguo tercio de Garòs, su territorio se corresponde con la parte norte del municipio del Alto Arán: Tredós, Bagerque, Salardú, Uña y Gesa.

## Elecciones
Desde la restauración de la estructura administrativa tradicional del Valle de Arán de 1990, elige 2 de los 13 Consejeros del Conselh Generau d'Aran.